# آلفرد دانلوپ
 آلفرد دانلوپ (انگلیسی: Alfred Dunlop؛ زاده ۱۲ ژانویهٔ ۱۸۷۵ درگذشته ۷ آوریل ۱۹۳۳) یک تنیس‌باز اهل استرالیا بود.